# Partnachklamm

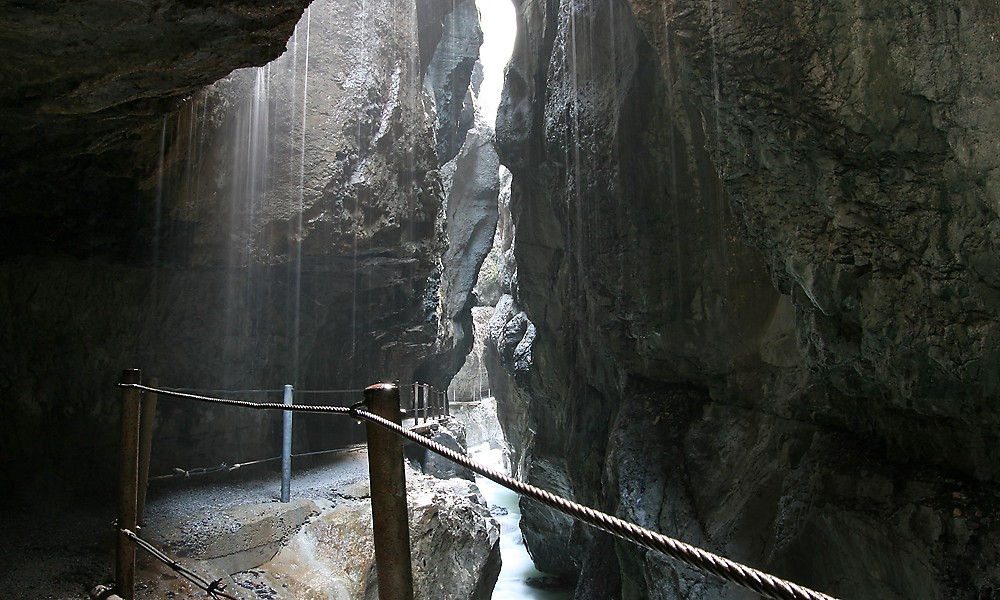
Wąwóz Partnach

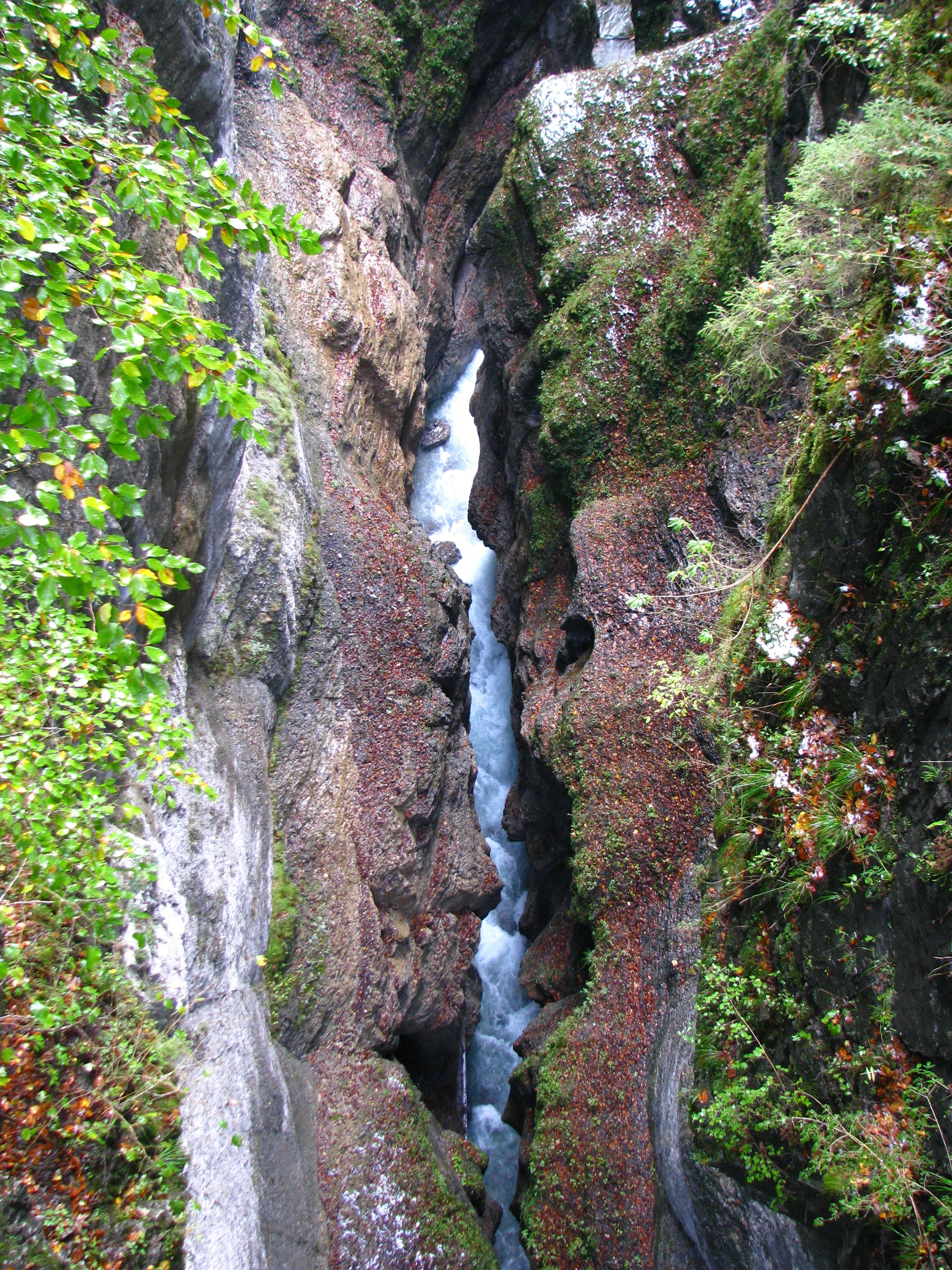
Widok wąwozu z góry

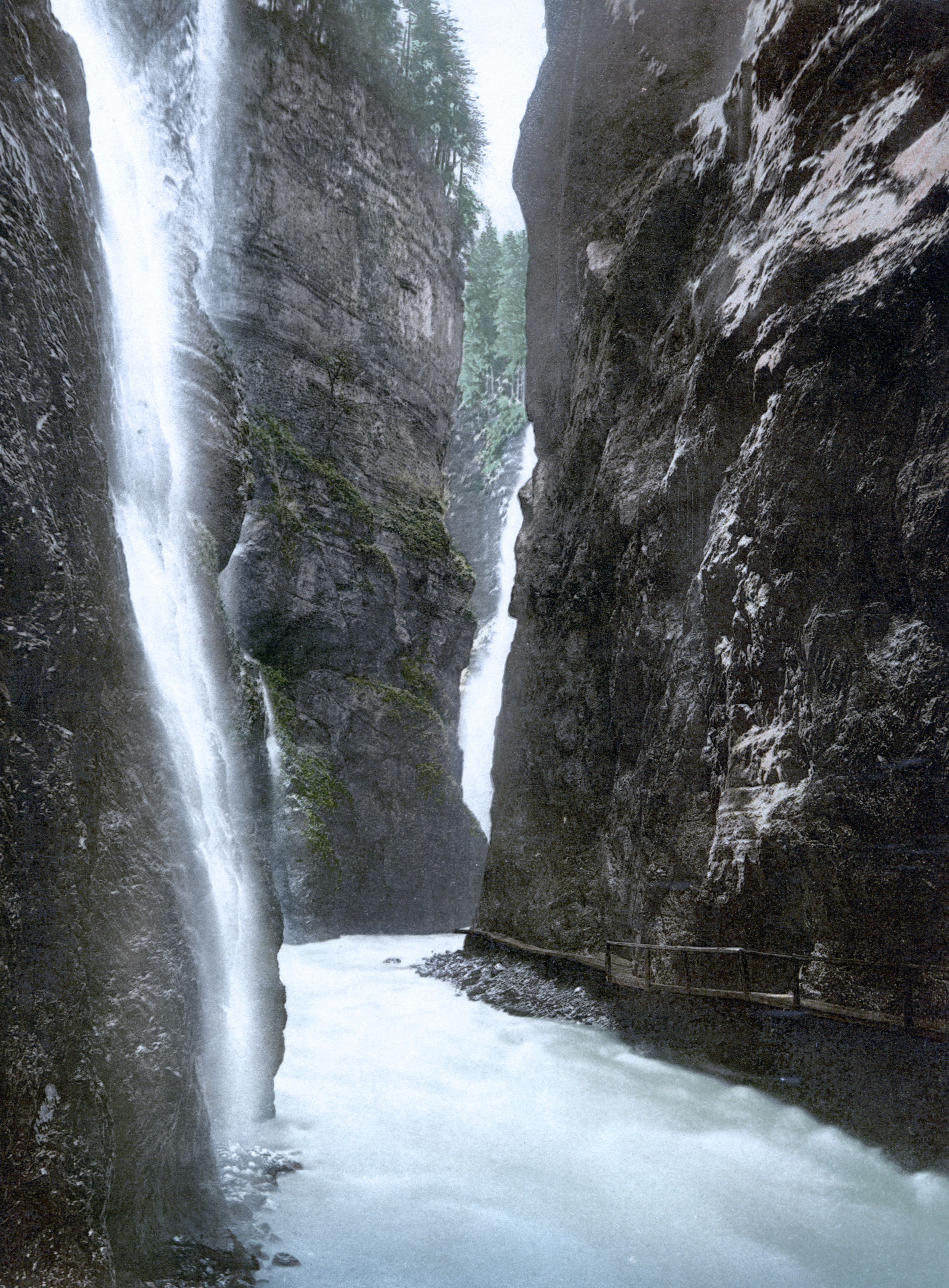
Wąwóz Partnach w roku 1900

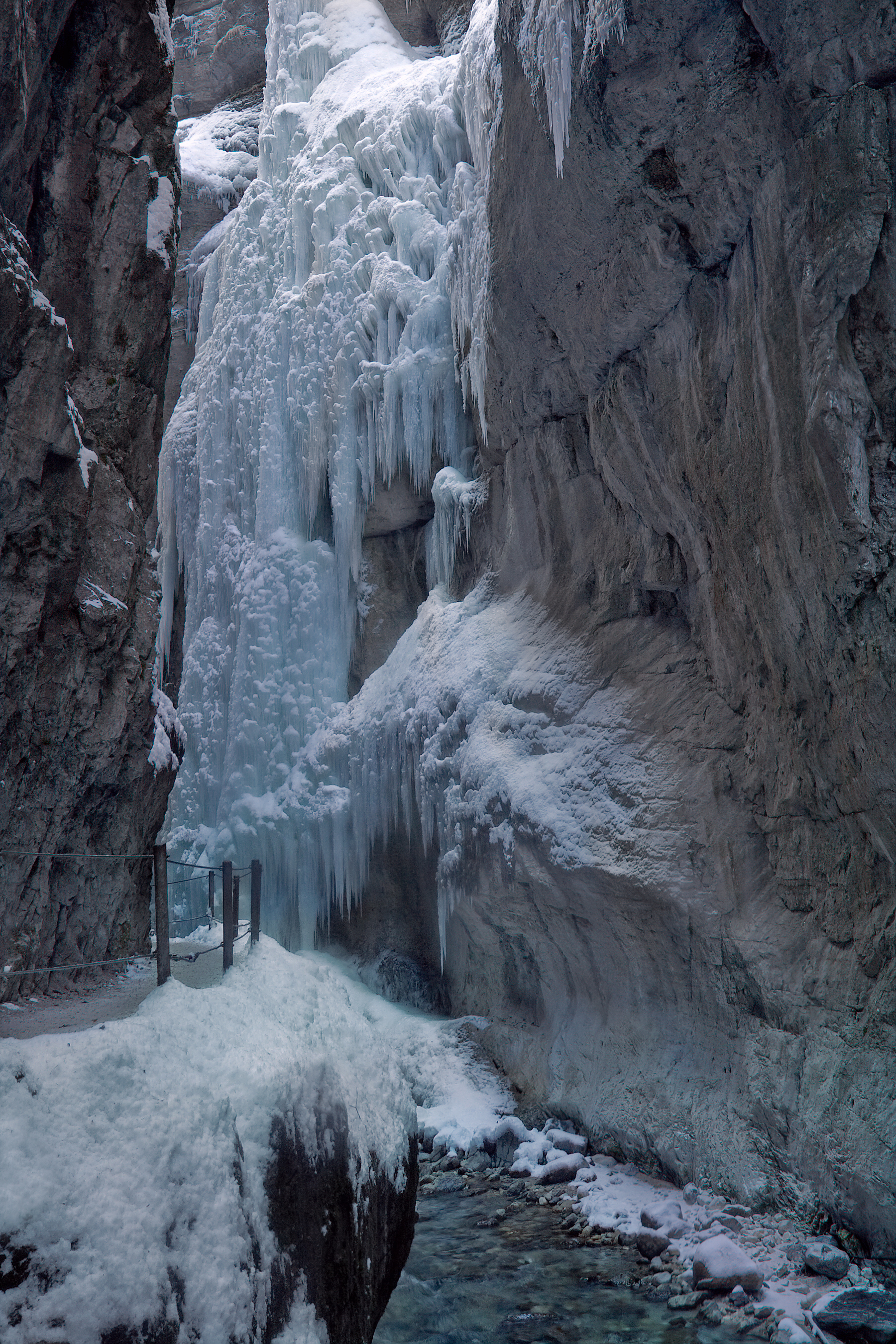
Wąwóz Partnach zimą

Partnachklamm – głęboki wąwóz w południowych Niemczech w pobliżu Garmisch-Partenkirchen, wyżłobiony przez górską rzekę Partnach. Ma on długość 702 m; osiąga głębokość 80 m. W 1912 roku został uznany za pomnik przyrody.

## Informacja turystyczna
Wejście do wąwozu jest udostępnione dla turystów. Przed wejściem do wąwozu należy kupić bilet, koszt 5 euro normalny i 2 euro ulgowy. Wąwóz jest bardzo efektowny, wąskie ścieżki wykute w skale groty, przez które trzeba przejść, w dole rwący potok, robią niesamowite wrażenie. Do tego w niektórych miejscach z góry leci woda i to w sporych ilościach. Przejście wąwozu zajmuje około 20–30 minut. Ścieżki są wąskie i śliskie, ale na całej długości są liny które przejście tworzą bezpiecznym. Ruch jest dwukierunkowy przez co czasami tworzą się korki, gdyż nie zawsze dwie osoby mogą się wyminąć.